# Federazione calcistica dell'Eritrea
La Federazione calcistica dell'Eritrea (in inglese Eritrean National Football Federation, acronimo ENFF) è l'ente che governa il calcio in Eritrea. 
Fondata nel 1992, si affiliò alla FIFA nel 1998, e alla CAF nel 1994. Ha sede nella capitale Asmara e controlla il campionato nazionale e la Nazionale del paese.